# サラ・ドゥルリー
サラ・ドゥルリー（Sarah Drury、女性、1981年6月17日 - ）は、アメリカ合衆国の元バレーボール選手。現役時代のポジションはリベロ。元アメリカ代表。

## 来歴
1999年、ルイビル大学に進学し、2003年にアメリカ代表に初選出される。代表チームの一員としてワールドグランドチャンピオンズカップ、世界選手権などに出場した。2007年の北中米選手権を最後に現役を引退した。

## 球歴
- 世界選手権 - 2006年
- ワールドグランドチャンピオンズカップ　- 2005年
- ワールドグランプリ - 2004年、2005年、2007年

## 所属クラブ
- ルイビル大学（1999-2002年）
- ナショナルチーム（2003-2007年）